# (1915) Кетцалькоатль
(1915) Кетцалькоатль (аст. Quetzalcōātl) — небольшой околоземный астероид из группы Амура (III), который входит в состав семейства Алинды и характеризуется сильно вытянутой орбитой. Он был открыт 9 марта 1953 года американским астрономом Альбертом Уилсоном в Паломарской обсерватории и назван в честь главного божества ацтеков, а также других народов Центральной Америки, известного как Кетцалькоатль.
- Орбита астероида Кетцалькоатль и его положение в Солнечной системе